# El Corte (Nayarit)
El Corte es una localidad del municipio de Santiago Ixcuintla, Nayarit. (México).
Tiene una población de 2.182 habitantes según el censo de 2000.
Se localiza geográficamente en los 21º43'14" N y los 105º14'35" W; tiene una altitud de 10 m s. n. m.
Su población se dedica en su mayoría a actividades del sector primario. Se cultiva tabaco y mango.
También se siembra frijol, maíz, hortaliza y sorgo.
Es un centro agrícola importante.
Existe un centro de salud, jardín de niños, escuela primaria, telesecundaria, albergues para trabajadores agrícolas temporales e indígenas, comisariado ejidal y delegación municipal.
- Datos: Q5821593